# Scopula clandestina
Scopula clandestina là một loài bướm đêm trong họ Geometridae.